# アバランシェフォトダイオード
アバランシェフォトダイオード（英: avalanche photodiode）とは、アバランシェ増倍と呼ばれる現象を利用して受光感度を上昇させたフォトダイオードである。略称はAPD。1952年、西澤潤一によって発明された。
半導体中に大きな電場があると、光子の衝突によって発生する電子が加速され、他の半導体原子と衝突して複数の電子を弾き出す。ここで弾き出された電子は電場によって加速され、他の半導体原子に衝突してさらに電子を弾き出す。この連鎖によって、移動する電子が爆発的に増える現象をアバランシェ増幅と呼ぶ。
アバランシェ増幅によって微弱な光でも大きな電位変化を引き起こせるため、フォトダイオードの受光感度を大きく上昇させることが可能になる。
一般のフォトダイオードの価格が数百円～であるのに対し、従来100万円以上と非常に高価であったが最近になって1万円程度の物も販売されている（2007年4月）。
ちなみに、アバランシェとは雪崩のこと。
主要なメーカーには浜松ホトニクス、京都セミコンダクター、松定プレシジョンなどが挙げられる。